# آنا آملیا اوبرمایر
آنا آملیا مَوو (با نام خانوادگی اول اوبرمایر؛ انگلیسی: Anna Amelia Obermeyer; ۳۰ ژوئیهٔ ۱۹۰۷ – ۱۰ اکتبر ۲۰۰۱) گیاه‌شناس اهل آفریقای جنوبی بود که در مؤسسه تحقیقات گیاه‌شناسی پرتوریا کار می‌کرد. او بیش از ۴۰۰۰ نمونه گیاهی از مناطق کالاهاری و سوتپانسبرگ را فهرست‌بندی کرد. او مشارکت‌های مهمی در مجلات «گیاهان گل‌دهنده آفریقا» و «بوتالیا» داشت. او از اعضای مؤسس انجمن گیاه‌شناسان آفریقای جنوبی، عضو انجمن مطالعه تاکسونومیک فلور آفریقای گرمسیری (AETFAT) و همچنین عضو انجمن پیشبرد علم آفریقای جنوبی (S2A3) بود.

## زندگی اولیه و حرفه
اوبرمایر در ۳۰ ژوئیه ۱۹۰۷ در پرتوریا به دنیا آمد و در مدرسه اُوست ایند (مدرسه شرق انتها) تحصیل کرد. او در سال ۱۹۲۸ مدرک لیسانس علوم و در سال ۱۹۳۱ مدرک فوق‌لیسانس علوم را از کالج دانشگاه ترانسوال در پرتوریا تحت نظر سی.ای.بی. برمکمپ دریافت کرد. او از سال ۱۹۲۹ تا ۱۹۳۸ به عنوان گیاه‌شناس در موزه ترانسوال منصوب شد.
او در سال ۱۹۳۸ با آنتون مَوو ازدواج کرد و تا سال ۱۹۵۷ به حرفه خود بازنگشت، زمانی که به هرباریوم ملی پیوست. در واقع، او به شغل اولیه خود بازگشته بود، چرا که مجموعه‌های گیاه‌شناسی موزه ترانسوال در سال ۱۹۵۳ به هرباریوم ملی منتقل شده بودند.
حوزه مسئولیت او در هرباریوم ملی، گیاهان تکلپه‌ای گل‌دار بود و او این موقعیت را تا زمان رسیدن به سن بازنشستگی در ژوئیه ۱۹۷۲ حفظ کرد. در اکتبر ۱۹۷۲، پس از یک تعطیلات کوتاه، او به صورت موقت به هرباریوم ملی بازگشت و دوازده سال بعد، در سال ۱۹۸۴، به عنوان پژوهشگر ارشد موقت کشاورزی ارتقا یافت. در اوت ۱۹۸۵، او در فینالمنته بازنشسته شد و به پینلندز در کیپ تاون نقل مکان کرد. او در ۱۰ اکتبر ۲۰۰۱ در کیپ تاون درگذشت.

## حوزه‌های مطالعاتی
در موزه ترانسوال، او عمدتاً بر روی تیرهٔ آکانتاسه (Acanthaceae) و به ویژه جنس‌های بارلریا (Barleria)، بلفاریس (Blepharis) و پتالیدیوم (Petalidium) کار می‌کرد. او مجموعه بزرگی از گیاهان جمع‌آوری‌شده در سفر اکتشافی ورنای-لانگ به کالاهاری را فهرست‌بندی کرد و یکی از اولین گزارش‌های گیاهان این منطقه را ایجاد نمود. او همچنین بخشی از یک سفر اکتشافی به همراه شوایکِردت و وردورن به نمکزار سوتپانسبرگ بود و گزارشی از نمونه‌های گیاهی جمع‌آوری‌شده نوشت.

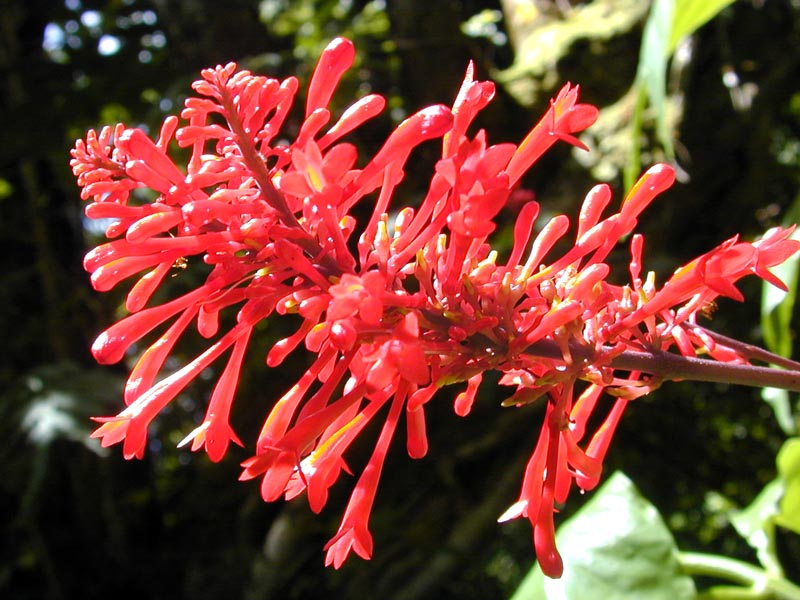
آکانتاسه
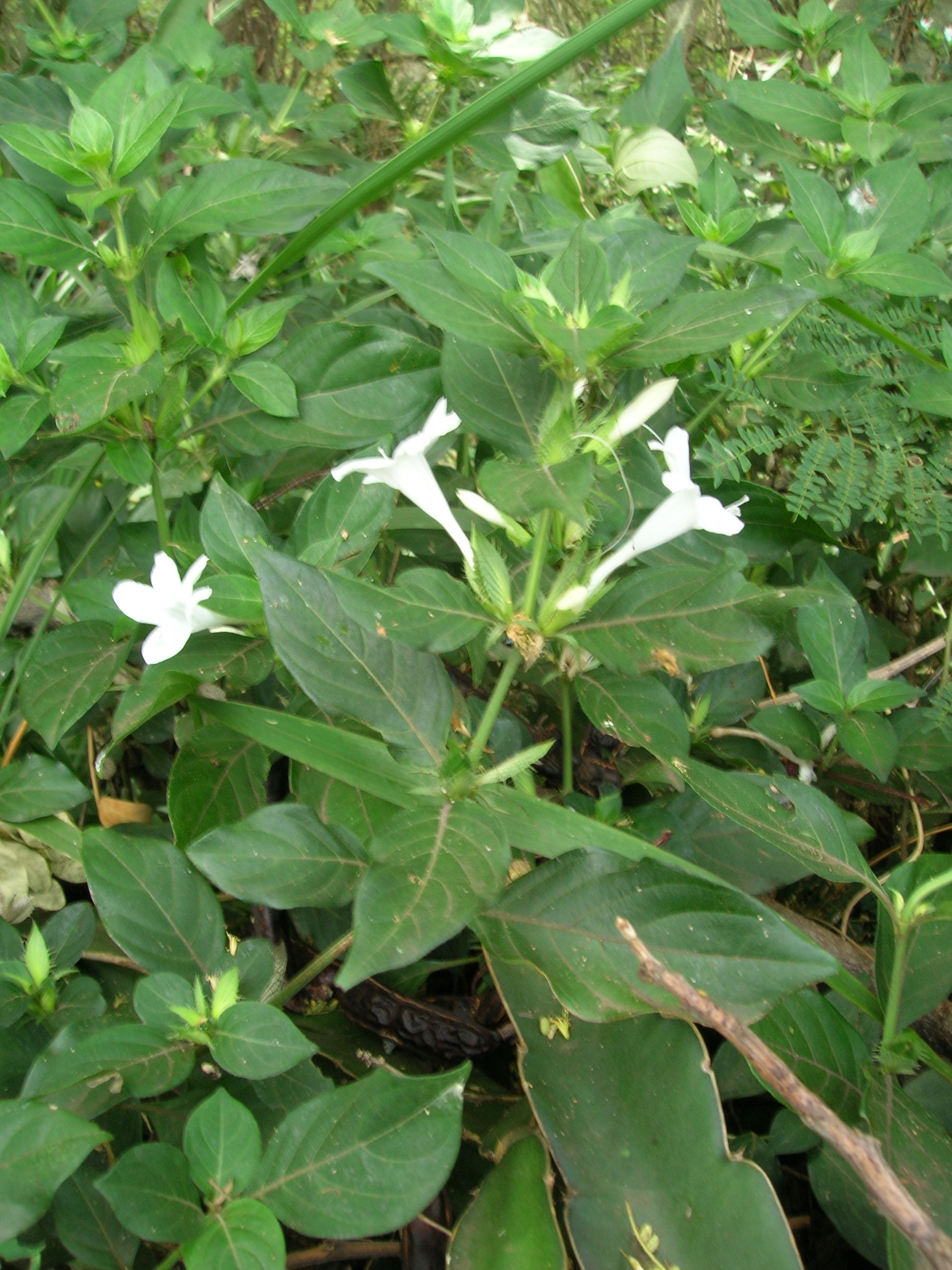
بارلریا
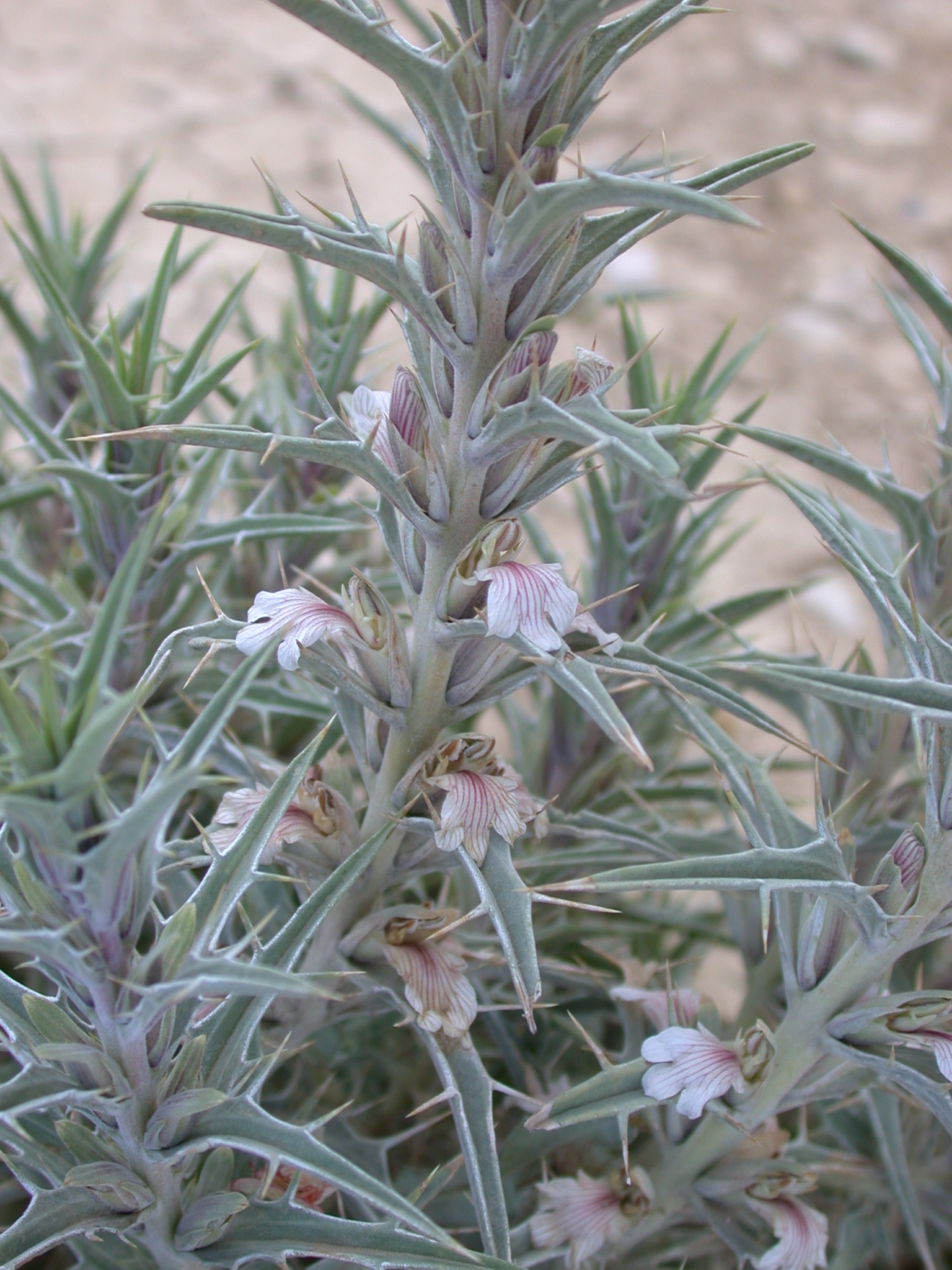
بلفاریس
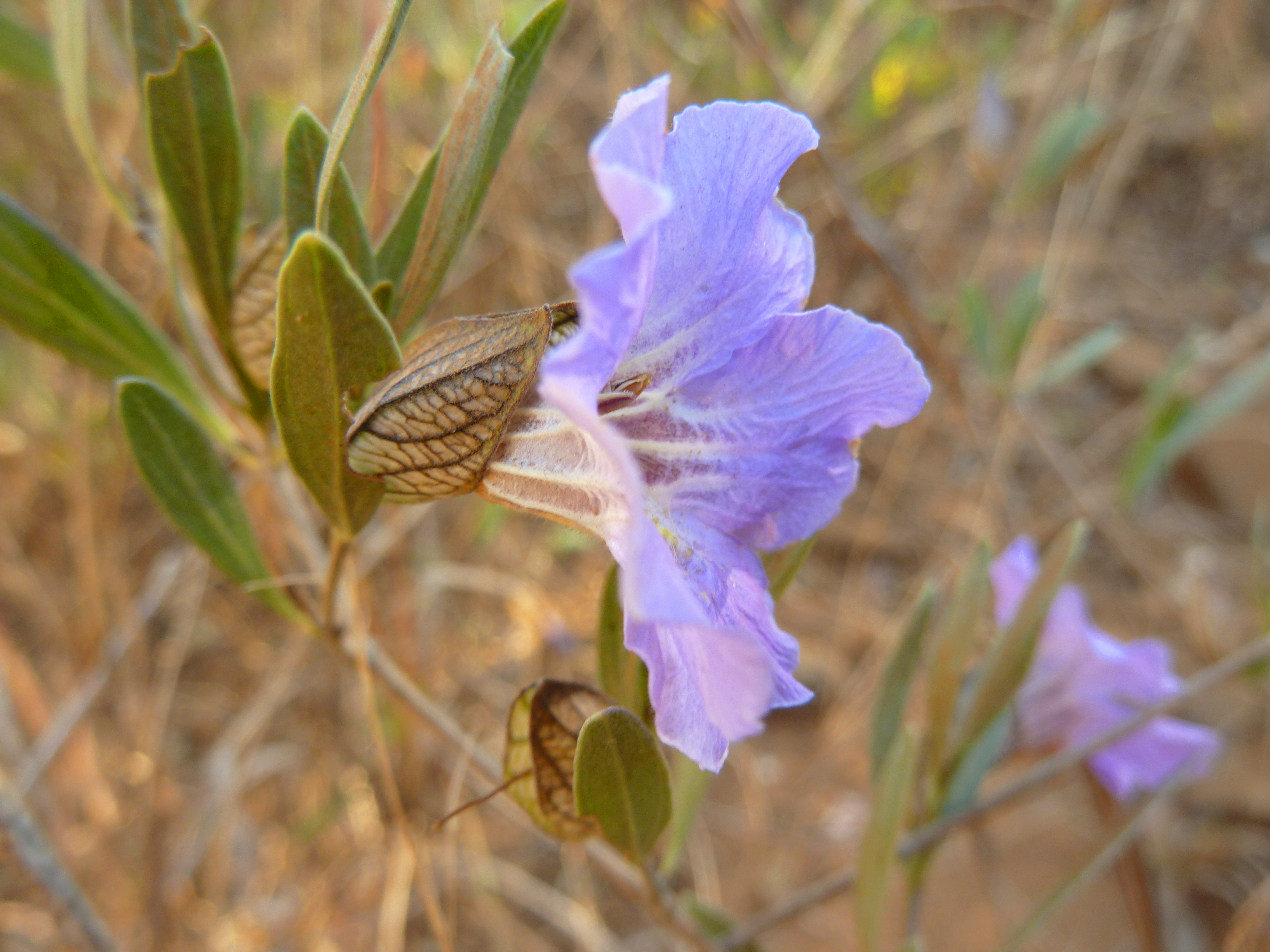
پتالیدیوم

در سال ۱۹۵۷، او شروع به مطالعه روی گیاهان تکلپه‌ای گل‌دار (پتالوید مونوکاتیلدون) کرد و گونه‌های جدیدی را به صورت جداگانه توصیف نمود. همچنین متونی را برای تصاویر منتشرشده در مجله «گیاهان گل‌دهنده آفریقا» تهیه کرد. جلد ۴۲ این مجله به او تقدیم شد. او همچنین بازنگری‌هایی روی جنس‌های آنتریکوم (Anthericum)، دیپکادی (Dipcadi) و لاگاروسیفون (Lagarosiphon) انجام داد. او در طول سفرهای مختلف میدانی خود در آفریقای جنوبی و رودزیا (اکنون زیمبابوه) به همراه وی.اف.ام. فیتزسیمونز، بیش از ۴۰۰۰ نمونه گیاهی جمع‌آوری کرد.

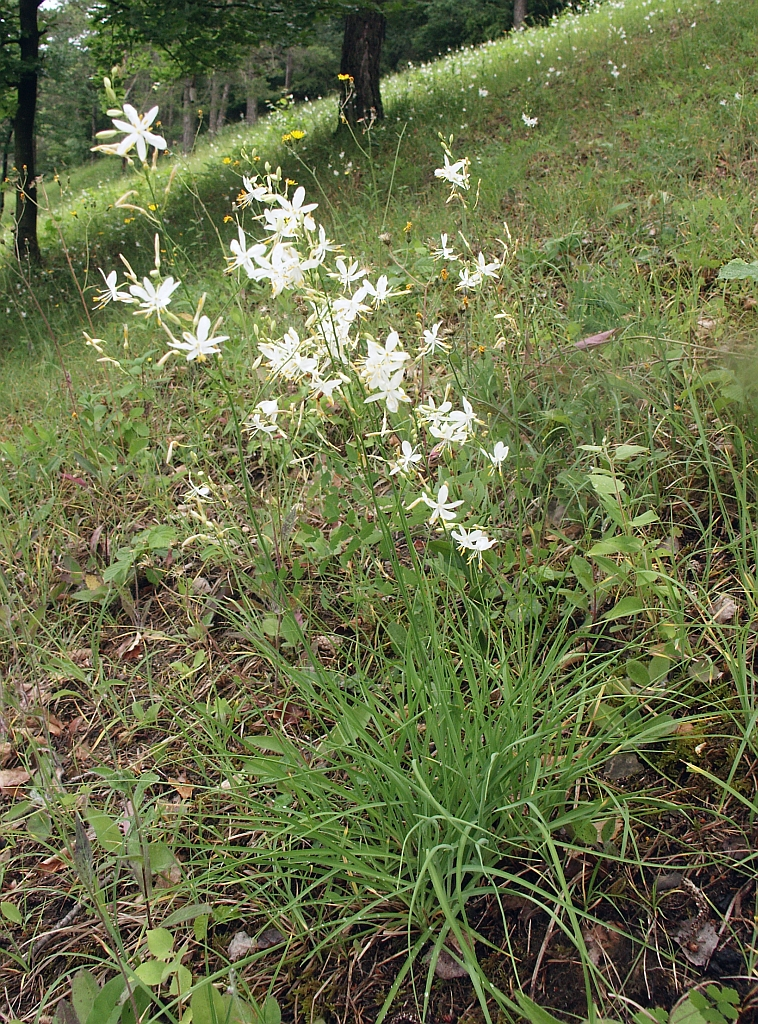
آنتریکوم
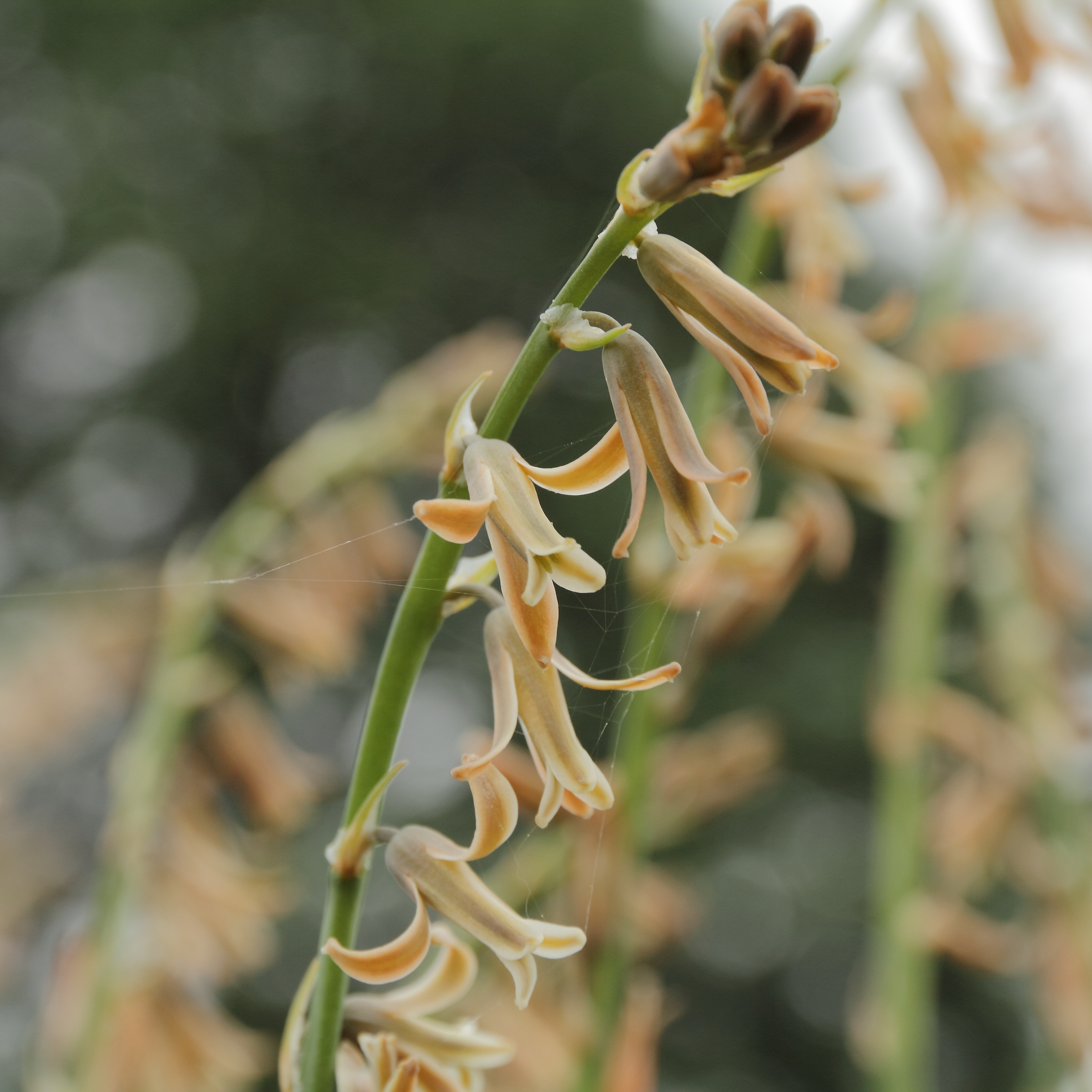
دیپکادی

## دستاوردها
به او مدال ارشد انجمن گیاه‌شناسان آفریقای جنوبی (SAAB) در رشته گیاه‌شناسی اعطا شد و در تقدیرنامه ذکر شد که او بیش از هر گیاه‌شناس دیگری به این پروژه کمک کرده است. او عضو انجمن زیست‌شناسی آفریقای جنوبی بود و مجله این انجمن را ویرایش می‌کرد. او از اعضای مؤسس انجمن گیاه‌شناسان آفریقای جنوبی، عضو انجمن مطالعه تاکسونومیک فلور آفریقای گرمسیری (AETFAT) و همچنین عضو انجمن پیشبرد علم آفریقای جنوبی (S2A3) بود.